# Мартовский сельсовет (Хабарский район)
Мартовский сельсовет — муниципальное образование со статусом сельского поселения и административно-территориальное образование в Хабарском районе Алтайского края России. Административный центр — село Мартовка.

## Население
| 1997  | 1998  | 1999  | 2000  | 2001  | 2002  |
| ----- | ----- | ----- | ----- | ----- | ----- |
| 1923  | ↗1952 | ↗1962 | ↗1964 | ↘1948 | ↘1824 |
| 2003  | 2004  | 2005  | 2006  | 2007  | 2008  |
| ↘1775 | ↘1712 | ↘1666 | ↘1600 | ↘1574 | ↘1548 |
| 2009  | 2010  | 2011  | 2012  | 2013  | 2014  |
| ↘1520 | ↘1330 | ↘1325 | ↘1308 | ↘1279 | ↘1245 |
| 2015  | 2016  | 2017  | 2018  | 2019  | 2020  |
| ↘1201 | ↘1185 | ↘1168 | ↘1152 | ↗1153 | ↗1171 |
| 2021  |       |       |       |       |       |
| ↘1154 |       |       |       |       |       |

По результатам Всероссийской переписи населения 2010 года, численность населения муниципального образования составила 1330 человек, в том числе 648 мужчин и 682 женщины. 

## Населённые пункты
В состав сельского поселения входит 4 населённых пункта:
- Берёзовка (посёлок) — 42[11]
- Восход (посёлок) — 75[11]
- Мартовка (село, административный центр) — 877[11]
- Рассвет (посёлок) — 285[11]

Новый  — упразднённый в 1989 году посёлок.